# Листопад (кинофестиваль)
Минский международный кинофестиваль «Лістапад» («лістапад» в переводе с бел. — «листопад; ноябрь») — ежегодный кинофестиваль, который проводится с 1994 года в Минске. Фестиваль аккредитован Международной федерацией ассоциаций кинопродюсеров (FIAPF) как специализированный конкурсный фестиваль фильмов стран Балтии, Центральной Азии, а также стран Центральной и Восточной Европы.
Фестиваль является не только площадкой для смотра фильмов, но и интернациональной образовательной коммуникационной платформой: в рамках фестиваля проводятся мастер-классы, дискуссии, выставки и творческие встречи, направленные на обучение молодых кинематографистов и обсуждение значимых проблем развития кинематографа.
Проводится ежегодно в ноябре по решению Совета Министров Республики Беларусь.
Специальными гостями форума в разные годы становились Алёна Бабенко, Юозас Будрайтис, Людмила Гурченко, Кшиштоф Занусси, Клер Дени, Андрей Звягинцев, Эмир Кустурица, Сергей Лозница, Брийанте Мендоса, Кира Муратова, Орнелла Мути, Александр Сокуров и многие другие.

## История фестиваля
Первый белорусский кинофестиваль «Лістапад» стартовал в 1994 году. На тот момент Беларусь, только что обретшая независимость, выпала из мирового и постсоветского киномира.
Идея кинофестиваля пришла в голову режиссёру студии «Теле-АРС» Сергею Артимовичу. «Лістапад» был призван объединить лучшие картины, созданные на постсоветском пространстве, и вернуть их в белорусские кинотеатры. Причём к участию в конкурсе были допущены ленты, уже прошедшие через созданные несколькими годами ранее фестивали «Золотой Витязь», «Киношок» и «Кинотавр».
В свой первый год существования фестиваль назывался «Фестиваль постсоветского кино „Лістапад“». Основную массу фильмов, представленных на фестивале составляли работы российских режиссёров. В последующие годы к ним присоединились фильмы с Украины, из Казахстана, Азербайджана.
С первого же года бы установлена рейтинговая система оценки конкурсной программы: победитель определялся зрителями в специальных анкетах, которые все получали на входе в кинотеатр. Два других приза фестиваля вручали жюри кинематографистов и жюри кинопрессы. Председателем фестиваля в 1994 году стал Ростислав Янковский (до 2010 года — почётный председатель фестиваля).
С 1996 по 2008 годы руководила фестивалем Валентина Степанова. В течение этого времени представители 45 стран присоединились к фестивалю как авторы работ, жюри и пресса. Вводились новые номинации и вручались специальные призы от изданий и гильдии кинокритиков, награды за лучшие мужскую и женскую роль.
В 1998 году главным нововведением стал детский киносмотр — «Лістападзік».
В 2003 году фестиваль официально приобрёл статус международного. Тогда в Минске были представлены картины из Польши, России, Сербии, Болгарии, Чехии, США, Ирана, Китая и Японии.
Особенным стал для «Лістапада» 2007 год. Именно тогда силами директора фестиваля Валентины Степановой и киноведа и редактора Ирины Демьяновой был организован первый конкурсный показ документальных фильмов. Ирина Демьянова с тех пор остаётся постоянным программным директором документального кино ММКФ «Лістапад».
В 2010 году руководство фестивалем доверили Анжелике Крашевской, программным директором игрового кино стал Игорь Сукманов. Фестиваль предстал перед зрителями в обновлённом формате. В новую программу входили: основной конкурс игрового кино (12 фильмов), конкурс молодого кино (9 дебютных фильмов режиссёров со всего мира, в том числе впервые — из Индии, Перу, Венесуэлы, Испании, Уругвая), конкурсный показ документальных фильмов (20 картин) и конкурс молодого документального кино (12 картин).
Сместился вес наград фестиваля. Если раньше «Золото Лістапада» вручалось по итогам зрительского голосования, то с 2010 года победителя определяло Международное жюри кинематографистов.
С 2021 года организатором фестиваля является Национальная киностудия «Беларусьфильм». Обязанности председателя исполняет кинорежиссёр Александр Ефремов.

## Конкурс
Фестиваль открыт для игрового и документального кино. В отдельном конкурсе «Лістападзік» представлены полнометражные игровые и анимационные фильмы для детей и молодежи.
В программу фестиваля входят следующие конкурсы:
- Основной конкурс игрового кино;
- Конкурс игрового кино «Молодость на марше»;
- Основной конкурс документального кино;
- Конкурс молодого документального кино — конкурс национальных киношкол;
- Конкурс фильмов для детской и юношеской аудитории — «Лістападзік»;
- Национальный конкурс.

Ленты, принимающие участие в фестивале, должны быть не старше 2 лет. Для участия в основном конкурсе игрового кино отбирается не менее 12 картин, которые ранее не были показаны в Беларуси.
Конкурс «Молодость на марше» создан в поддержку начинающим режиссёрам. В нём участвуют дебютные работы молодых режиссёров: для участия отбирается не менее 8 работ, которые являются первыми или вторыми полнометражными лентами авторов.
Для участия в основном конкурсе документальных фильмов отбирается 15-25 работ режиссёров из стран постсоветского пространства и государств бывшего социалистического блока.
Представители не менее 6 кинематографических школ (по 3-4 работы от каждой) в лице студенческих работ отбираются для участия в Конкурсе молодого документального кино.
В «детском» конкурсе фестиваля — «Лістападзік» участвуют полнометражные игровые и анимационные фильмы, уже получившие высокую оценку на других фестивалях.
Национальный конкурс проводится в 2014 году впервые. К участию принимаются фильмы, снятые белорусами в Республике Беларусь и за её пределами. Призы конкурса будут вручаться в трёх номинациях: игровое кино, документальное кино и анимация. Работы участников оценит Международное жюри кинематографистов.
Традиционный формат киносмотра на фестивале «Лістапад» включает не только зрительское голосование, но и обсуждение фильма с его создателями. В 2013 году в Минске зрителям представили свои картины Клер Дени (ретроспектива), Кира Муратова («Вечное возвращение»), Брийянте Мендоса («Пленники», «Чрево твое»), Александр Велединский («Географ глобус пропил») и другие.

## Жюри
Оценивают конкурсные работы 6 коллегий жюри.
Международное жюри каждого конкурса состоит из профессионалов мира кинематографа:
- в основном конкурсе игровых фильмов состав жюри насчитывает 5 человек,
- жюри конкурса «Молодость на марше» — 3 человека,
- основной конкурс документального кино оценивает 5 членов Международного жюри,
- Конкурс национальных киношкол — 3 члена жюри,
- Конкурс фильмов для детской и юношеской аудитории оценивает Международное жюри кинематографистов в составе 3 человек,
- Международное жюри кинопрессы в составе 7 человек оценивает все конкурсы игрового и документального кино фестиваля.

## Призы

### Конкурс игрового кино
В рамках основного конкурса игрового кино жюри вручает:
- Гран-при за лучший фильм «Золото лістапада»;
- Приз «За лучшую режиссуру»;
- Приз «За лучшую операторскую работу» имени Ю. А. Марухина[11].

На усмотрение жюри остаётся вручение специального приза.
В конкурсе игрового кино «Молодость на марше» Международное жюри кинематографистов вручает приз «За лучший фильм конкурса игрового кино „Молодость на марше“» имени Народного артиста СССР кинорежиссёра В. Т. Турова.

### Конкурс документального кино
В основном конкурсе документального кино Международное жюри кинематографистов вручает награды:
- Гран-при «За лучший документальный фильм»
- Специальный приз жюри (на усмотрение жюри)

В конкурсе Национальных киношкол (молодого документального кино) вручается приз «За лучший фильм конкурса молодого документального кино».

### Конкурс фильмов для детской и юношеской аудитории — «Лістападзік»
Международное жюри кинематографистов конкурса фильмов для детской и юношеской аудитории «Лістападзік» принимает решение по награждению участников Фестиваля по следующим номинациям:
- «За лучший фильм для детей»;
- «За лучший фильм для юношества»;
- «Лучшая детская роль»;
- «Лучшая работа взрослого актёра в детском фильме»;

По итогам зрительского голосования вручается приз «Золотой Лістападзік».

### Национальный конкурс
Призы нового конкурса распределены по трем номинациям:
- Приз за лучший игровой фильм;
- Приз за лучший документальный фильм;
- Приз за лучший анимационный фильм.

Международное жюри кинопрессы, отсматривающее работы во всех конкурсах, присуждает:
- Приз «Серебро Лістапада» в номинации «Фильм как явление искусства»;
- Приз «За лучшую женскую роль»;
- Приз «За лучшую мужскую роль»;
- Приз «За лучшую женскую роль второго плана»;
- Приз «За лучшую мужскую роль второго плана».

Все жюри также имеют право вручать призы по основным кинематографическим профессиям.
Приз зрительских симпатий фестиваля «Бронза Лістапада» вручается лучшему, по версии зрителей, игровому фильму конкурсной программы. Победитель определяется по итогам рейтингов, выставляемых зрителями после каждого сеанса конкурсной программы.
Специальный приз Президента Республики Беларусь А. Г. Лукашенко «За гуманизм и духовность в кино» вручается фильму из конкурсной программы фестиваля, в котором нашли отражение гуманистическая, духовная и нравственная проблематика. В 2013 году награды был удостоен народный артист Литвы Юозас Будрайтис.

## Юбилейный фестиваль «Лістапад-2013» в цифрах
- 145 игровых, документальных и анимационных фильмов из 50 стран мира;
- Более 27 000 зрителей, аншлаги почти на всех фестивальных показах;
- 125 именитых гостей;
- Десятки площадок Минска — 7 кинотеатров, а также рестораны, гостиницы, клубы, галереи — на время фестиваля трансформировались в дискуссионные центры, залы для мастер-классов, отдыха и встреч.
- 12 мастер-классов в образовательной программе;
- 110 аккредитованных журналистов;
- 150 волонтёров вовлечены в работу над фестивалем;
- «Лістапад-2013» длился 172 часа.

## Лауреаты

### Гран-при за лучший фильм «Золото Лістапада» (голосованием зрителей, 1994—2009)
- 1994 — «Анна: от 6 до 18», реж. Никита Михалков (Россия)
- 1995 — «Всё будет хорошо!», реж. Дмитрий Астрахан (Россия)
- 1996 — «Кавказский пленник», реж. Сергей Бодров-старший (Россия)
- 1997 — «Брат», реж. Алексей Балабанов (Россия)
- 1998 — «Страна глухих», реж. Валерий Тодоровский (Россия)
- 1999 — «Ворошиловский стрелок», реж. Станислав Говорухин (Россия)
- 2000 — «Русский бунт», реж. Александр Прошкин (Россия, Франция)
- 2001 — «Приходи на меня посмотреть», реж. Олег Янковский, Михаил Агранович (Россия)
- 2002 — «Кукушка», реж. Александр Рогожкин (Россия)
- 2003 — «Возвращение», реж. Андрей Звягинцев (Россия)
- 2004 — «Водитель для Веры», реж. Павел Чухрай (Россия)
- 2005 — «Не хлебом единым», реж. Станислав Говорухин (Россия)
- 2006 — «Мне не больно», реж. Алексей Балабанов (Россия)
- 2007 — «Жизнь других», реж. Флориан Хенкель фон Доннерсмарк (Германия)
- 2008 — «Пассажирка», реж. Станислав Говорухин (Россия)
- 2009 — «Мир огромен и спасение скрывается за углом», реж. Стефан Командарев (Болгария, Германия, Словения, Венгрия)

### Гран-при за лучший фильм «Золото Лістапада» (решением жюри, с 2010 года)
- 2010 — «Счастье моё», реж. Сергей Лозница (Украина)
- 2011 — «Охотник», реж. Бакур Бакурадзе (Россия)
- 2012 — «В тумане», реж. Сергей Лозница (Беларусь, Латвия, Россия)
- 2013 — «Ида», реж. Павел Павликовский (Польша, Франция, Дания, Великобритания)
- 2014 — «Племя», реж. Мирослав Слабошпицкий (Украина)
- 2015 — «Урок», реж. Кристина Грозева, Петар Вылчанов (Болгария)
- 2016 — «Лили Лейн», реж. Бенедек Флигауф (Венгрия)[13]
- 2017 — «Ноябрь», реж. Райнер Сарнет (Эстония, Нидерланды)
- 2018 — «Мне плевать, если мы войдём в историю как варвары», реж. Раду Жуде (Румыния)
- 2019 — «Атлантида», реж. Валентин Васянович (Украина)

### Гран-при за лучший фильм «Золото Лістапада» (решением жюри, с 2020 года)
- 2021 — «Илхак», реж. Джахонгир Ахмедов (Узбекистан)
- 2022 — «Здоровый человек», реж. Пётр Тодоровский-младший (Россия)
- 2023 — «Портной из Бруклина», реж. Евгений Серов (Россия)
- 2024 — «Чанъань, Сиань», реж. Чжан Чжун (Китай)